# 白王乡
白王乡，是中华人民共和国甘肃省临夏回族自治州康乐县下辖的一个乡镇级行政单位。

## 行政区划
白王乡下辖以下地区：
冯马家村、白王村、新庄村、徐家沟村、苏丰村、孙家掌村、陡坡村、山庄村、老树沟村和熊家寨村。